# Махов, Александр Евгеньевич
Алекса́ндр Евге́ньевич Ма́хов  (19 августа 1959, Москва — 29 ноября 2021, Москва) — советский и российский учёный, филолог, доктор филологических наук, профессор РГГУ, ведущий научный сотрудник ИМЛИ РАН и отдела литературоведения ИНИОН РАН.

## Биография
В 1981 году окончил русское отделение филологического факультета МГУ.
- Защитил кандидатскую диссертацию «Журнал „Телескоп“ и русская литература 1830-х гг.» (1985)
- Защитил докторскую диссертацию «Система понятий и терминов музыковедения в истории европейской поэтики» (2007).

С 1991 года — главный редактор издательства «Лабиринт», 1999—2018 — старший, затем ведущий научный сотрудник отдела литературоведения ИНИОН, с 2010 года — профессор кафедры теоретической и исторической поэтики РГГУ. С 2013 года работал в ИМЛИ; с 2018 года входил в состав редакционной коллегии серии «Литературные памятники».
Умер 29 ноября 2021 года. Похоронен в Москве на Калитниковском кладбище (участок 28).

## Научная деятельность
Основные научные работы Махова имеют отношение к исследованиям в области русского и европейского романтизма, интермедиальных связей (словесность и музыка, слово и визуальный образ), истории поэтики и литературоведения, культуры Средневековья, особое внимание уделял различным вопросам и проблемам эмблематики научной и демонологии.
В РГГУ читал курсы «История западного литературоведения», «История русского литературоведения», «Риторика», «История и методология литературоведения», «Методология интерпретации текста».

## Основные работы
Монографии
- Ранний романтизм в поисках музыки. М.: Лабиринт, 1993—126 с.
- Hortus daemonum. Словарь инфернальной мифологии Средневековья и Возрождения. — М.: Издательство Кулагиной — Intrada, 1998 (2-е изд., испр. и доп. — 2007). — 320 с.
- Musica literaria: Идея словесной музыки в европейской поэтике. — М.: ИНИОН РАН — Издательство Кулагиной — Intrada, 2005. — 224 с.
- Hostis Antiquus: Категории и образы средневековой христианской демонологии. — М.: Издательство Кулагиной — Intrada, 2006. — 416 с.
- (совместно с М. Л. Бутовской, И. А. Морозовым) Обнажение языка: Кросс-культурное исследование семантики древнего жеста. Studia naturalia. — М.: Языки славянской культуры, 2008. — 320 с.
- Средневековый образ: между теологией и риторикой. — М.: Издательство Кулагиной — Intrada, 2011. — 256 с.
- Эмблематика. Макрокосм. М., 2014.
- Избранные сочинения: в 3 т. Т. 1. О русской литературе / Сост., общ. ред., предисл. О. Л. Довгий. — Тула: Аквариус, 2023. — 720 с.
- Эмблематика. Микрокосм / Общ. ред., послесл. О. Л. Довгий. — Тула: Аквариус, 2024. — 356 с.
- Избранные сочинения: в 3 т. Т. 2. О музыке слова / Сост., общ. ред., предисл. О. Л. Довгий. — Тула: Аквариус, 2025. — 780 с.

Статьи, рецензии, переводы, микромонографии
- более 50 статей в изданиях «Западное литературоведение XX века. Энциклопедия» (М., 2004) и «Европейская поэтика от античности до эпохи Просвещения: Энциклопедический путеводитель» (М., 2010).
- (совместно с Е. А. Гришиной) Формулы в составе текста (к анализу новгородской берестяной грамоты № 605) // Балто-славянские исследования. 1985. М., 1987 — с. 209—221
- Любовная риторика романтиков. М.: Знание, 1991. — 59 с.
- Черед бросать кости: Бог, Николай Маркевич, Лев Толстой, Стефан Малларме, Пьетро Чероне, Пьер Булез, Джексон Поллок и другие // Апокриф. Культурологический журнал. № 2. М., 1993 — с. 70—89
- Перевод-присвоение: чужое слово «инкогнито» // Российский литературоведческий журнал, № 3. М., 1993 — с. 13—23
- М. В. Юдина и Теодор Адорно: два пути эстетического «прорыва» // Диалог. Карнавал. Хронотоп, № 3. М., 1999 — с. 118—126
- Якоб Буркхардт и современная гуманитарная мысль: изобретение нового и вечное возвращение // Искусство и наука об искусстве в переходные периоды истории культуры. М.: Наука — Гос. институт искусствознания, 2000 — с. 134—147
- «Есть что-то, что не любит ограждений». Библейская доктрина границы и раннеромантический демонизм // Темница и свобода в художественном мире романтизма. М.: ИМЛИ РАН, 2002 — с. 27—87
- Обнаженный язык дьявола как иконографический мотив // Одиссей. Человек в истории. Язык Библии в нарративе. М.: Наука, 2003 — с. 332—367
- «Музыка» слова: из истории одной фикции // Вопросы литературы, 2005. № 5. — с. 101—123
- The Devil’s Naked Tongue as an Iconographical Motif // Medium Aevum Quotidianum, № 53. Krems, 2006 — р. 44—72
- Изобретение многозначности: средневековая теория смыслов как этап в истории поэтики // Литературоведческий журнал, № 23. М.: ИНИОН РАН, 2008 — с. 3—31
- Формирование теории лирики как литературного рода (к вопросу о роли музыкальных аналогий в истории поэтики) // Там же — с. 84—110
- Европейская поэтика: темы и вариации // Европейская поэтика от античности до эпохи Просвещения: Энциклопедический путеводитель. (РАН. ИНИОН. Центр гуманитарных научно-информационных исследований. Отдел литературоведения). М.: Издательство Кулагиной — Intrada, 2010 — с. 7—72
- Веселовский — Курциус: историческая поэтика — историческая топика // Вопросы литературы. 2010. № 3. — с. 182—202
- «…In diversas figuras nequitiae»: Devil’s Image from the Viewpoint of Rhetoric // Angels, Devils. The Supernatural and Its Visual Representation. Edited by G. Jaritz. (серия CEU Medievalia, Vol. 15). Budapest; New York: Central European University, Department of Medieval Studies, 2011 — p. 29—49
- «Историческая топика»: раздел риторики или область компаративистики? // Вопросы литературы. 2011. № 4. — с. 275—289
- The Structure of Medieval Images and the Birth of polyphony // Ritual, Images and Daily Life. The Medieval perspective. Ed. by G. Jaritz. Wien; Berlin: Lit Verlag, 2012 — p. 221—229
- Свойства зверя: от античной «естественной истории» к ренессансной эмблематике // Бестиарий в словесности и изобразительном искусстве. Материалы конференции. М.: Intrada, 2012 — c. 84—96
- Подражание против гармонии: «Музыкальный словарь» Ж.-Ж. Руссо в контексте поэтики // Литературоведческий журнал, № 31. М.: ИНИОН, 2012 — c. 21—38
- Структура средневекового образа и изобретение полифонии // Одиссей. Человек в истории: альманах. 2010—2011. Ин-т всеобщей истории РАН. М.: Наука, 2012 — c. 117—143.